# Quintanilla de Onésimo
Quintanilla de Onésimo é um município da Espanha na província de Valladolid, comunidade autónoma de Castela e Leão, de área 55,20 km² com população de 1191 habitantes (2007) e densidade populacional de 20,63 hab/km².

## Demografia
| Variação demográfica do município entre 1991 e 2004 | Variação demográfica do município entre 1991 e 2004 | Variação demográfica do município entre 1991 e 2004 | Variação demográfica do município entre 1991 e 2004 |
| --------------------------------------------------- | --------------------------------------------------- | --------------------------------------------------- | --------------------------------------------------- |
| 1991                                                | 1996                                                | 2001                                                | 2004                                                |
| 1115                                                | 1175                                                | 1081                                                | 1139                                                |